# Curro Corner
Curro Corner es una historieta cómica desarrollada por el dibujante español Ozeluí desde 1992 para la revista española El Jueves y también recopilada en varios álbumes. La historia consta de una página a todo color, que relata la vida de Curro, un futbolista amateur, que chupa mucho banquillo y cuando juega siempre tiene mal final. Su equipo es el Pollastre FC.

## Trayectoria editorial
Además de su publicación seriada, la historieta ha sido objeto de sucesivas recopilaciones. Así, en la colección Pendones del Humor de Ediciones El Jueves se han editado los siguientes álbumes: 
- 112 Curro córner
- 123 ¡Achicando balones!

Y en su sucesora Nuevos Pendones del Humor
- 010 Tuercebotas al poder
- 025 El furbo es así
- 039 ¡Sin dar ni un balón por perdido![1]

Desde 2006, varios diarios españoles, empezando por Levante, han adjuntado un tomo antológico del personaje dentro de la colección Clásicos El Jueves.